# 마디 (음악)
마디(영어: bar)는 악보에서 세로줄로 구분되어 있는 악곡의 가장 작은 단위이다. 어떤 곡을 마디로 나누면 그 곡의 규칙적인 기준점을 제시해 준다. 통상적으로 항상 동일한 길이의 여러 막대로 구성되어 있다. 영국식 영어에서는 bar, 미국식 영어에서는 measure라고 하는 것이 일반적이다.

## 세로줄의 종류

세로줄 유형

기본적인 세로줄은 보표의 맨 위 선에서 맨 아래 선까지 연장되는 얇은 수직선으로 구성되며, 때로는 대보선이나 관현악 악보의 악기 계열의 경우 보선 사이에도 연장된다.
겹세로줄은 기존 세로줄 두 개가 병기된 기호로, 박자표나 조표가 바뀌거나 다카포, 세뇨 등을 비롯한 반복 기호 등을 붙일 때 쓰이거나 전주, 간주 모드에서 가창 모드로 바뀔 때 등에 분류 등을 위하여 쓰인다.
끝세로줄은 겹세로줄의 모습에서 오른쪽이 굵고 왼쪽이 가늘은 기호로, 곡을 마칠 때 쓴다.
도돌이표(또는 줄임표)는 끝세로줄과 엇비슷히 생긴 기호로 점이 2개 있다.

## 마디와 강약조절
음악에 일반 박자 또는 혼합 박자가 포함되어 있든, 마디의 첫 번째 음표(내림박자라고도 함)는 일반적으로 마디의 다른 음표에 비해 약간 강세를 받는다.
이고르 스트라빈스키는 세로줄에 대해 다음과 같이 말했다.
마디 라인은 단순한 악센트 그 이상이며, 적어도 내 음악에서는 그것이 악센트로 시뮬레이션될 수 있다고 믿지 않는다.

막대와 막대 선은 음악을 작은 단위로 쪼개는 역할도 한다.

## 번호 마디
음악 내에서 미터법으로 완전한 첫 번째 마디를 "마디 1" 또는 "m.1"이라고 한다. 곡이 아나크루시스(음악 시작 부분의 불완전한 마디)로 시작되면 "마디 1" 또는 "m.1"이 다음 마디이다. 첫 번째 또는 두 번째 엔딩에 포함된 마디에는 연속적으로 번호가 매겨진다.

## 역사
15세기와 16세기의 건반과 vihuela 음악에 사용된 최초의 마디 선은 일반적인 박자를 전혀 반영하지 않고 단지 섹션 구분이거나 어떤 경우에는 모든 비트를 표시했다.
세로줄은 16세기 후반부터 앙상블 음악에 도입되기 시작했지만 계속해서 불규칙적으로 사용되었다. 17세기 중반이 되어서야 모든 소절의 길이가 같은 현대적인 스타일의 막대선이 사용되었고, 이는 박자표와 연관되기 시작했다.
원래 마디 없이 표기된 현대판 초기 음악에서는 때때로 mensurstrich를 절충안으로 사용한다.

## 초마디

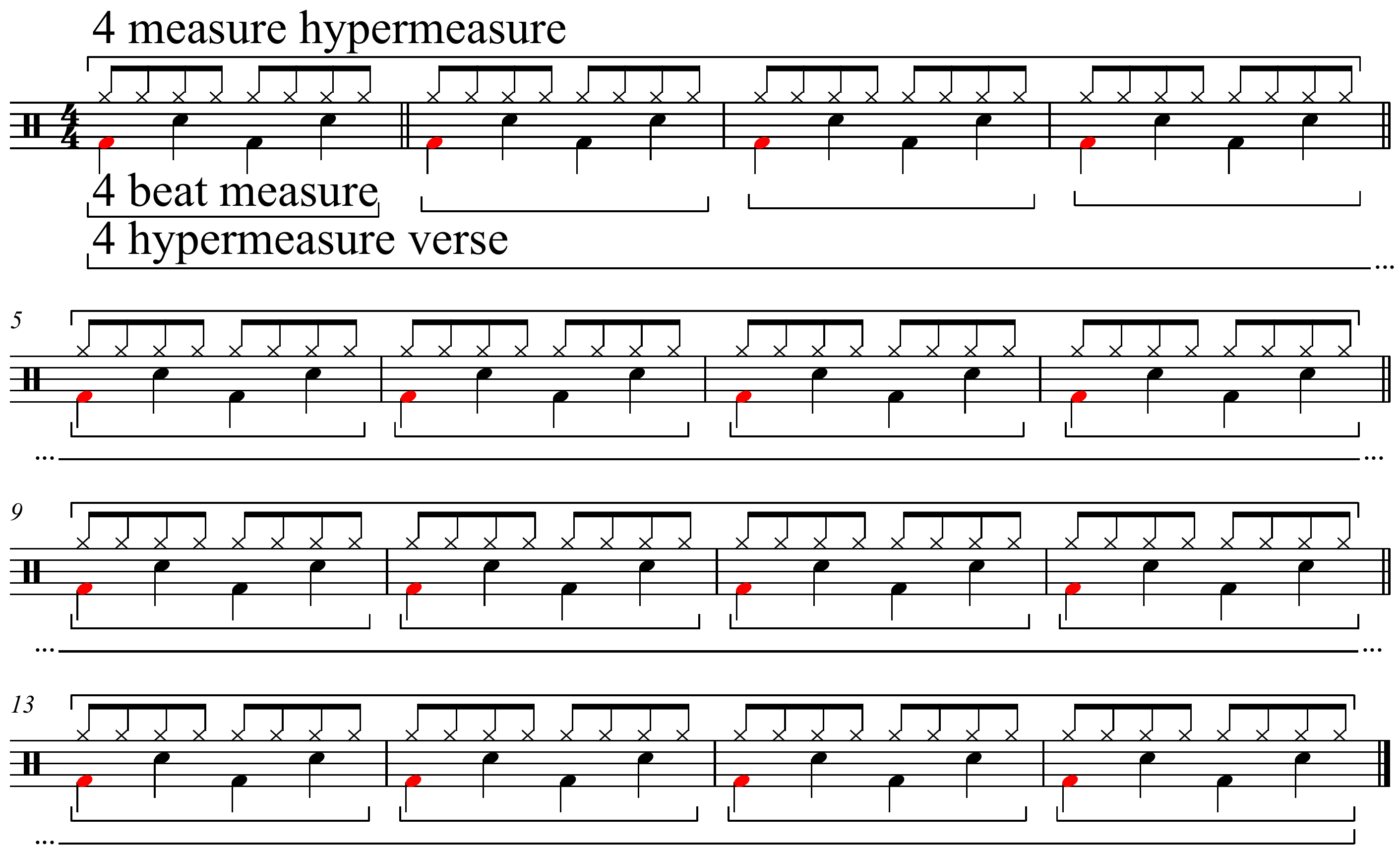
초마디: 4박자, 4마디 하이퍼마디, 4절 하이퍼미터. 빨간색은 하이퍼비트이다.

초마디(hypermeter), 대규모 또는 높은 수준의 측정 또는 측정 그룹은 일반적으로 미터법 단위이다.

## 같이 보기
- 탈라 (음악)

1. ↑  Winold, Allen (1975). “20세기 음악의 리듬”, “20세기 음악의 양상”. Wittlich, 게리 (ed.). 뉴저지 주 잉글우드 클리프: Prentice–Hall. ISBN 0-13-049346-5.
2. ↑  Harvard Dictionary of Music, Second ed. (1972), "바라인"